# Gmina Preko
Gmina Preko (chorw. Općina Preko) – gmina w Chorwacji, w żupanii zadarskiej. W 2011 roku liczyła  3805 mieszkańców.